# Costantinella micheneri
Costantinella micheneri är en svampart som först beskrevs av Berk. & M.A. Curtis, och fick sitt nu gällande namn av S. Hughes 1953. Costantinella micheneri ingår i släktet Costantinella och familjen Morchellaceae.   Inga underarter finns listade i Catalogue of Life.